# Astrid-Sabine Busse

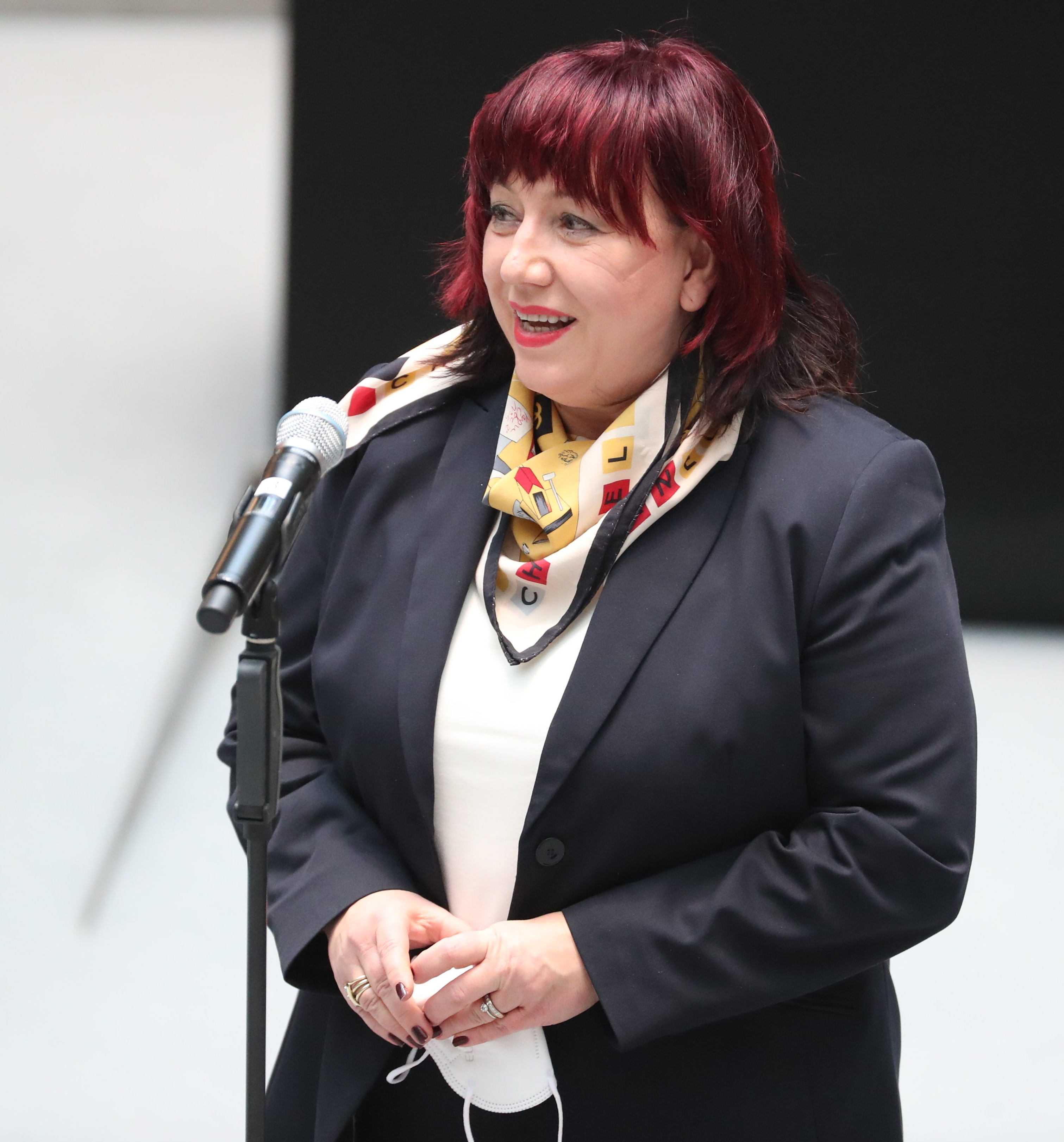
Astrid-Sabine Busse, 2021

Astrid-Sabine Busse (* 23. Oktober 1957 in Berlin-Tempelhof) ist eine deutsche Pädagogin und Politikerin (SPD). Sie war von 2021 bis 2023 Berliner Senatorin für Bildung, Jugend und Familie im Senat Giffey.

## Leben
Astrid-Sabine Busse wurde im Jahr 1965 an der Grundschule auf dem Tempelhofer Feld eingeschult und besuchte anschließend das Luise-Henriette-Gymnasium in Alt-Tempelhof. Sie studierte in den Jahren 1976 bis 1980 Geografie und Politologie auf Lehramt an der Pädagogischen Hochschule Berlin. Das Referendariat absolvierte sie von 1982 bis 1984 an einer Grundschule in Marienfelde. Sie unterrichtete danach unter anderem bis 1992 an der Förderschule Hans-Fallada-Schule.
Astrid-Sabine Busse war in den Jahren 1992 bis 2021 rund 30 Jahre Leiterin der Grundschule in der Köllnischen Heide. Von 2015 bis 2021 war sie die Vorsitzende des Interessenverbands Berliner Schulleitungen (IBS).
Am 21. Dezember 2021 wurde sie zur Berliner Senatorin für Bildung, Jugend und Familie im Senat von Franziska Giffey (SPD) ernannt und ist damit unter anderem für die Schulen des Landes zuständig. Sie trat damit die Nachfolge von Senatorin Sandra Scheeres (SPD) an, die das Amt zehn Jahre innehatte. Kurz danach trat sie in die SPD ein. Im Zuge der Bildung des Senats Wegner schied sie am 27. April 2023 aus dem Amt aus. Sie war vom 1. Januar 2023 bis Ende April 2023 Präsidentin der Kultusministerkonferenz.
Als Bildungssenatorin erklärte Busse im Dezember 2021, dass sie die Wiedereinführung der Verbeamtung von Lehrern für die wichtigste Reform der nächsten Jahre zur Lösung des Lehrermangels hielt. In der Presse wurde Busse als Quereinsteigerin bezeichnet, da sie zuvor nicht politisch aktiv war. Neben Zweifeln an ihrer Amtsführung wurde auch kritisiert, sie habe zwei verwaltungsunerfahrene Staatssekretäre berufen.

## Kontroversen
Astrid-Sabine Busse wurde im Jahr 2022 wegen diskriminierender Äußerungen über Kinder und Familien mit Migrationshintergrund kritisiert. In einem Zeitungsinterview während ihrer Amtszeit als Schulleiterin hatte sie 2018 gesagt: „Wir sind arabisiert.“ und angeblich mangelnde Integrationsbereitschaft arabischer Familien in Neukölln kritisiert. Es wurde bekannt, dass Thilo Sarrazin Busse in seinem Buch Deutschland schafft sich ab zitierte. Migrantenverbände und die GEW in Berlin schrieben einen offenen Brief an Busse.

## Veröffentlichungen
- Astrid-Sabine Busse: Die Grundschule in der Köllnischen Heide. Ein Lebensraum für Kinder. In: Stefen Appel (Hrsg.), Harald Ludwig (Hrsg.), Ulrich Rother (Hrsg.), Georg Rutz (Hrsg.): Schulkooperationen. Schwalbach, Taunus, Wochenschau-Verl. 2005, S. 120–129. (Jahrbuch Ganztagsschule; 2006)